# San Vito dei Normanni
San Vito dei Normanni est une commune italienne de la province de Brindisi dans les Pouilles.

## Géographie
San Vito dei Normanni se trouve dans le Salento à l'extrémité méridionale de la région des Pouilles près de la mer Adriatique. Les communes limitrophes sont Brindisi, Carovigno, Francavilla Fontana, Latiano, Mesagne, Ostuni et San Michele Salentino.
Les frazioni de San Vito dei Normanni sont Conforto, Favorita, San Giacomo e San Vito Scalo. Autour de la ville, on trouve des centaines de petites campagnes (campagne) formant des contrade nichées au milieu des champs d'olivier (ex. : Al medico car elle regroupait les médecins).

## Administration
| Période                                  | Période           | Identité               | Étiquette     | Qualité |
| ---------------------------------------- | ----------------- | ---------------------- | ------------- | ------- |
| 4 avril 2005                             | 30 mars 2010      | Antonio Michele Trizza | centre droit  | sindaco |
| 13 avril 2010                            | 17 juin 2015      | Alberto Magli          | centre droit  | sindaco |
| 17 juin 2015                             | 22 septembre 2020 | Domenico Conte         | centre gauche | sindaco |
| 22 septembre 2020                        | En cours          | Silvana Errico         | centre droit  | sindaco |
| Les données manquantes sont à compléter. |                   |                        |               |         |

### Jumelages
- Louviers (France)
- Salzwedel (Allemagne)

## Personnalités liées à la commune
- Leonardo Leo (1694-1744), compositeur ;
- lieu de naissance de Lanza del Vasto, (1901 - 1981), philosophe ;
- Vito Donato Epifani (1848-1922), juriste et écrivain.